# Nothus diana
Nothus diana är en fjärilsart som beskrevs av Achille Guenée 1857. Nothus diana ingår i släktet Nothus och familjen Sematuridae. Inga underarter finns listade i Catalogue of Life.